# Chirality (journal)
Chirality (abrégé en Chirality) est une revue scientifique à comité de lecture qui publie des articles sur le rôle de l'asymétrie moléculaire dans des molécules biologiquement actives ou non.
D'après le Journal Citation Reports, le facteur d'impact de ce journal était de 1,886 en 2014. Les directeurs de publication sont John Caldwell (université de Liverpool, au Royaume-Uni) et Nina D. Berova (université Columbia, aux États-Unis).